# Trappola d'amore (film 1940)
Trappola d'amore è un film del 1940 diretto da Raffaello Matarazzo.
Il soggetto è tratto dalla commedia Dicky scritta nel 1923 da Paul Armont, Marcel Gerbidon e Jean Manoussi.

## Trama
Ad un lord famoso per la sua collezione di oggetti indiani, nonché appassionato di letteratura gialla, pervengono dei misteriosi ed anonimi avvertimenti con i quali si minaccia il furto di una preziosa statuetta della collezione.
In realtà tali messaggi sono stati inviati dalla segretaria il cui intento, però, è solo quella di presentare al lord il suo fidanzato come un abile detective, così che egli possa essere incaricato di vigilare. Ciò consentirebbe ai due fidanzati di trascorrere l'estate insieme. La manovra riesce ed il lord assume il sedicente investigatore.

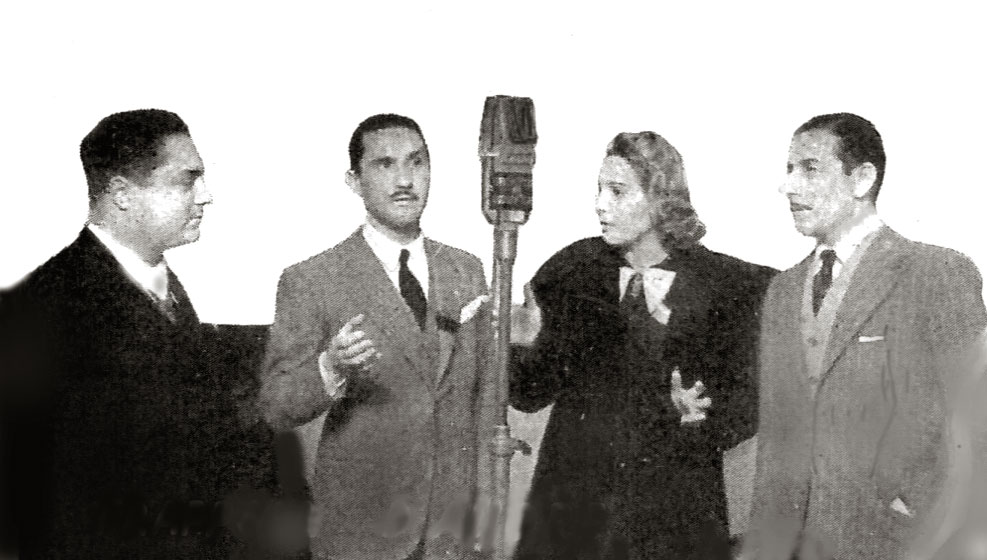
Il regista Matarazzo (a sin) e gli attori Paolo Stoppa, Loretta Vinci e Giuseppe Porelli, presentano alla radio Trappola d'amore

Ma quando avviene davvero il furto di una preziosa collana di perle, l'improvvisato detective si trova a mal partito, non sapendo che cosa fare per scoprire il colpevole. Sarà ancora una volta la giovane a risolvere il mistero e smascherare il ladro, anche se farà in modo che la scoperta risulti come fatta dal fidanzato, che potrà così prendersene il merito.

## Produzione
Trappola d'amore fu realizzato nei mesi estivi del 1939 negli studi di Cinecittà, con esterni realizzati alla Villa Catena di Poli, ma uscì nelle sale soltanto l'anno successivo ed ebbe la sventura di apparire sugli schermi, nella maggior parte delle città, proprio nei giorni del giugno 1940 nei quali l'Italia entrò in guerra.
Inizialmente il titolo della pellicola doveva essere quello della commedia originale, Dicky ed in seguito fu presentato come Le prodezze di Dicky; alla fine si optò invece, per obbedire a quella "impronta italiana" caratteristica del periodo, in Trappola d'amore, che era già stato il titolo di un film del 1929 diretto da William Wyler.
Il film segnò il debutto nel cinema di Claudio Gora, che ha ricordato di essere stato contattato da Matarazzo, si indicazione di Carla Candiani, per un ruolo di "attore giovane" con l'offerta di un compenso di diecimila lire. Stoppa, al contrario, ha sostenuto di non ricordare molto di quella pellicola, pur apprezzando l'opera di Matarazzo che egli, tuttavia, giudicò «plagiato da Mattoli (e) si mise a fare film in pochi giorni, senza curare i dettagli, adagiandosi sul facile guadagno».

## Accoglienza

### Critica
Trappola d'amore non ricevette molta attenzione dalla critica, probabilmente anche a causa del periodo in cui apparve, ma i pochi e brevi commenti furono in ogni caso abbastanza negativi e non mancarono le proteste per aver scelto come base un testo non italiano. Soffrì anche di difficoltà tecniche, tanto che Filippo Sacchi rilevò che «se per giudicare bisogna sentire, in coscienza non possiamo giudicare che per metà Trappola d'amore, perché l'altra metà era resa inintelligibile da un difettoso sonoro», concludendo però che «per essere schietti (...) confesseremo che questa metà ci ha tolto completamente la voglia di conoscere l'altra; produzione disordinata, regia fiacca e recitazione senza sapore».
Pochi e sbrigativi gli altri giudizi, come quello di Film che definì il film «né meno né più peregrino di altri, perché sotto un velo rosato mostra una vicenda giallognola che può anche essere divertente Z» oppure quello del Messaggero che annotò «ancora un giallo, ma questa volta è un giallo roseo, di sapore piuttosto vecchiotto e convenzionale. Paolo Stoppa fa del suo meglio per infondere allegria alla trama senza sorprese e movimento». Secondo La Tribuna «questa volta la commediola era così poco comica che con un po' più di fiducia nella fantasia dei nostri scrittori umoristi si sarebbe potuto evitare questo prestito straniero».
Anche successivamente Trappola d'amore suscitò poco interesse. «Commedia farsesca piuttosto convenzionale» secondo il Mereghetti. La stessa Prudenzi, autrice della (sinora) unica monografia sull'opera del regista romano, dedica a questa pellicola soltanto poche righe.